# Copa del Rey de fútbol 1928
La Copa del Rey de Fútbol 1928 fue la vigésimo sexta edición en el palmarés del Campeonato de España de este deporte. En este caso el trofeo se fue a la Ciudad Condal de la mano del Fútbol Club Barcelona que conseguía así su octavo título de campeón nacional. Este triunfo le valió además para llevarse su primer trofeo en propiedad por haber ganado cinco veces el trofeo vigente en esos años. El torneo se disputó del 31 de enero al 29 de junio de 1928 siendo este el último antes de la creación del Campeonato Nacional de Liga en febrero de 1929. En él participaron campeones y subcampeones de los campeonatos regionales disputados en la primera mitad de la temporada 1927-28.

## Equipos clasificados
Para esta edición el número de equipos fue el mismo del año anterior, 26 escuadras, aunque si hubo una incorporación a la nómina de las federaciones territoriales que envían a sus representantes a la competición. En este caso fue la Federación de Fútbol de las Islas Baleares la que presentó al campeón de su campeonato regional, la Unió Sportiva Mahón. En contraposición Extremadura solo presentó a su equipo campeón y no al subcampeón.
| Torneo Regional            | Campeón | Campeón               | Subcampeón | Subcampeón            |
| -------------------------- | ------- | --------------------- | ---------- | --------------------- |
| Copa de Andalucía          |         | Real Betis Balompié   |            | Sevilla Fútbol Club   |
| Campeonato de Aragón       |         | Iberia S. C.          |            | C. D. Patria-Aragón   |
| Campeonato de Asturias     |         | Real Oviedo F. C.     |            | Racing Club de Sama   |
| Campeonato de Baleares     |         | Unió Sportiva Mahón   |            |                       |
| Campeonato de Cantabria    |         | Racing de Santander   |            | Gimnástica Torr.      |
| Copa de Castilla y León    |         | Cultural Leonesa      |            | Real Unión Deportiva  |
| Copa Cataluña              |         | Fútbol Club Barcelona |            | C. E. Europa          |
| Campeonato Regional Centro |         | Athletic de Madrid    |            | Real Madrid F. C.     |
| Campeonato de Extremadura  |         | Patria Fútbol Club    |            |                       |
| Campeonato de Galicia      |         | Deportivo La Coruña   |            | Celta de Vigo         |
| Campeonato de Guipúzcoa    |         | Real Unión Club       |            | Real Sociedad         |
| Campeonato de Murcia       |         | Real Murcia F. C.     |            | Cartagena Fútbol Club |
| Campeonato de Valencia     |         | Fútbol Club Levante   |            | Valencia Fútbol Club  |
| Campeonato de Vizcaya      |         | Athletic Club         |            | Club Deportivo Alavés |

## Ronda previa
A fin de que hubiera 24 equipos se disputó una ronda previa a doble partido entre los representantes de Baleares y Extremadura; y los subcampeones de Madrid y Cataluña. Por primera vez en la historia del torneo se utilizó para determinar los vencedores de las eliminatorias el sistema de "goal-average", declarándose vencedor al equipo que más goles marcara entre los dos partidos. A igualdad a goles marcados se jugaba un partido de desempate (no existía aún la regla de los goles marcados fuera de casa).
| Local ida         | Resultado global | Local vuelta | Ida    | Vuelta |
| ----------------- | ---------------- | ------------ | ------ | ------ |
|                   |                  |              | 31-Ene | 2-Feb  |
| Real Madrid F. C. | 10-1             | Patria F. C. | 7-0    | 3-1    |
| U. S. Mahón       | 3-13             | C. D. Europa | 1-5    | 2-8    |

## Fase de grupos

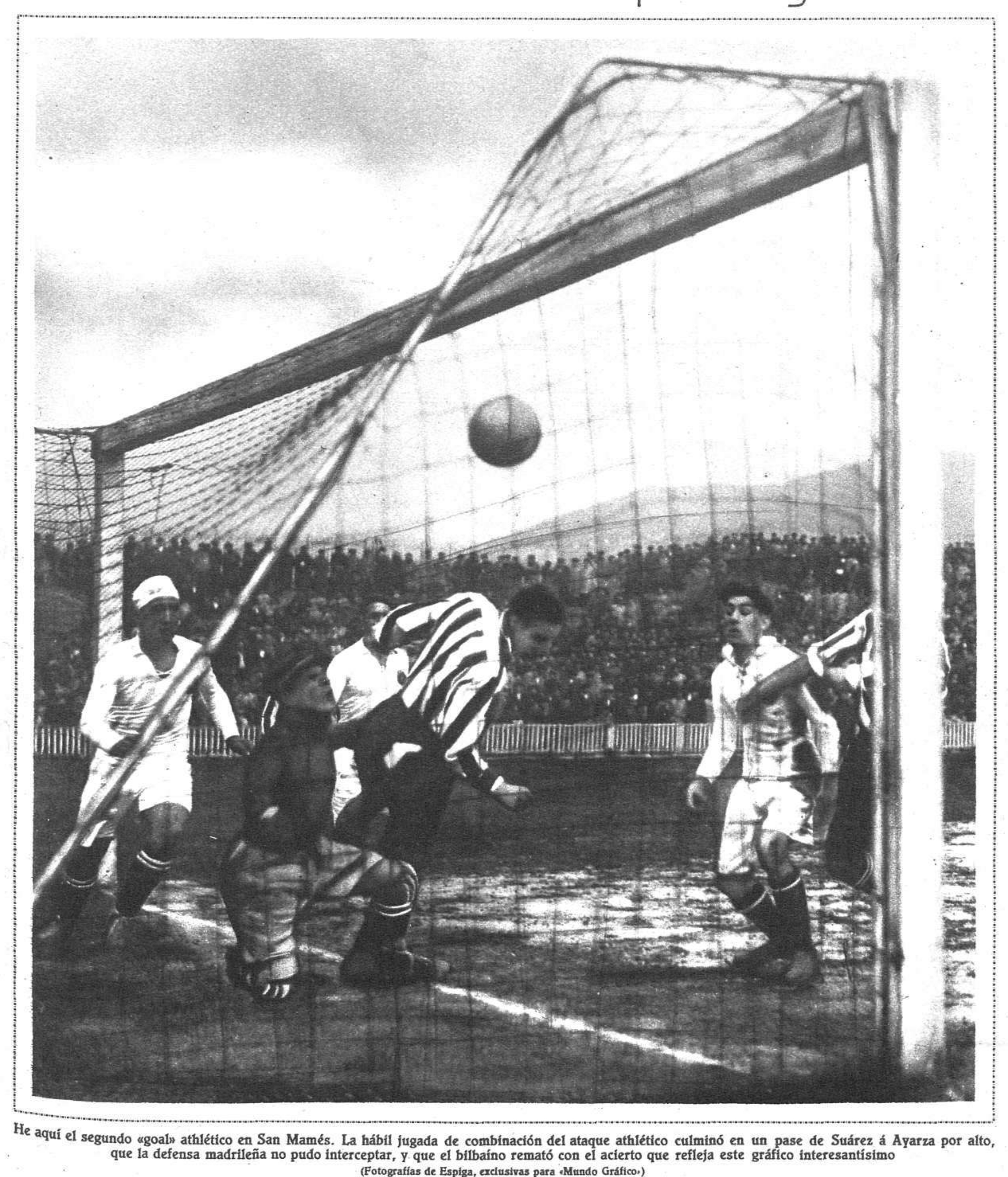
Fotografía de un partido en San Mamés (3-1) entre el Athletic Club y el Real Madrid en la fase de grupos (abril de 1928)

Los veinticuatro equipos restantes quedaron repartidos en cuatro grupos de seis equipos, según la región a la que representaban. La clasificación en esta fase previa se decidió mediante una liguilla, enfrentándose los integrantes de cada grupo todos contra todos en dos ocasiones, una en campo propio y otra en campo contrario. La clasificación se estableció a razón del siguiente sistema de puntuación: dos puntos para el equipo vencedor de un partido, un punto para cada contendiente en caso de empate y cero puntos para el perdedor de un partido. En caso de empate, se tomaba como primer criterio el "goal-average" particular entre los equipos implicados. Al término de esta primera fase, los dos primeros clasificados de cada grupo accedieron a los cuartos de final.

### Grupo I
Grupo formado por equipos de Asturias, Galicia y Castilla y León 
| Equipo                    | Pts | PJ | PG | PE | PP | GF | GC | Dif |
| ------------------------- | --- | -- | -- | -- | -- | -- | -- | --- |
| Real Club Celta de Vigo   | 15  | 10 | 7  | 1  | 2  | 55 | 17 | +38 |
| Real Oviedo               | 15  | 10 | 7  | 1  | 2  | 39 | 19 | +20 |
| RC Deportivo de La Coruña | 13  | 10 | 6  | 1  | 3  | 32 | 14 | +18 |
| Cultural Leonesa          | 9   | 10 | 4  | 1  | 5  | 23 | 33 | -10 |
| Real Unión Deportiva      | 4   | 10 | 2  | 0  | 8  | 15 | 51 | -36 |
| Racing Club de Sama       | 4   | 10 | 2  | 0  | 8  | 13 | 43 | -30 |

| Local 1.ª vlta.        | Visitante 1.ª vlta.    | 1.ª Vuelta | 2.ª Vuelta |
| ---------------------- | ---------------------- | ---------- | ---------- |
|                        |                        | 5-Feb      | 11-Mar     |
| Deportivo de La Coruña | Real Oviedo            | 2:0        | 0:4        |
| Cultural Leonesa       | Celta de Vigo          | 3:2        | 0:8        |
| Racing Club de Sama    | R. Unión Deportiva     | 5:4        | 1:4        |
|                        |                        | 12-Feb     | 18-Mar     |
| Real Oviedo            | Celta de Vigo          | 4:2        | 2:7        |
| Deportivo de La Coruña | R. Unión Deportiva     | 6:0        | 4:1        |
| Cultural Leonesa       | Racing Club de Sama    | 2:1        | 1:3        |
|                        |                        | 19-Feb     | 25-Mar     |
| Celta de Vigo          | Deportivo de La Coruña | 2:1        | 3:3        |
| Real Oviedo            | Racing Club de Sama    | 7:0        | 5:1        |
| R. Unión Deportiva     | Cultural Leonesa       | 2:1        | 1:6        |
|                        |                        | 26-Feb     | 1-Abr      |
| Cultural Leonesa       | Real Oviedo            | 3:3        | 3:5        |
| Racing Club de Sama    | Deportivo de La Coruña | 0:4        | 0:4        |
| Celta de Vigo          | R. Unión Deportiva     | 11:1       | 8:1        |
|                        |                        | 4-Mar      | 8-Abr      |
| Racing Club de Sama    | Celta de Vigo          | 1:5        | 1:7        |
| Deportivo de La Coruña | Cultural Leonesa       | 6:1        | 2:3        |
| R. Unión Deportiva     | Real Oviedo            | 1:3        | 0:6        |

### Grupo II
Grupo formado por equipos de Cantabria, Centro y Vizcaya
| Equipo                          | Pts | PJ | PG | PE | PP | GF | GC | Dif |
| ------------------------------- | --- | -- | -- | -- | -- | -- | -- | --- |
| Club Deportivo Alavés           | 14  | 10 | 5  | 4  | 1  | 17 | 9  | +8  |
| Real Madrid                     | 14  | 10 | 6  | 2  | 2  | 23 | 17 | +6  |
| Athletic Club                   | 13  | 10 | 6  | 1  | 3  | 26 | 13 | +13 |
| Racing de Santander             | 13  | 10 | 6  | 1  | 3  | 34 | 13 | +21 |
| R. S. Gimnástica de Torrelavega | 4   | 10 | 1  | 2  | 7  | 8  | 38 | -30 |
| Athletic de Madrid              | 2   | 10 | 1  | 0  | 9  | 12 | 30 | -18 |

| Local 1.ª vlta.         | Visitante 1.ª vlta.     | 1.ª Vuelta | 2.ª Vuelta |
| ----------------------- | ----------------------- | ---------- | ---------- |
|                         |                         | 5-Feb      | 11-Mar     |
| Real Madrid             | R. S. G. de Torrelavega | 6:1        | 2:2        |
| Athletic Club de Bilbao | Athletic de Madrid      | 3:1        | 4:2        |
| Racing de Santander     | Deportivo Alavés        | 2:2        | 1:2        |
|                         |                         | 12-Feb     | 18-Mar     |
| Athletic de Madrid      | Deportivo Alavés        | 1:3        | 1:2        |
| Racing de Santander     | Real Madrid             | 4:0        | 2:3        |
| Athletic Club de Bilbao | R. S. G. de Torrelavega | 8:0        | 3:1        |
|                         |                         | 19-Feb     | 25-Mar     |
| Athletic de Madrid      | Real Madrid             | 0:1        | 0:3        |
| Deportivo Alavés        | Athletic Club de Bilbao | 2:0        | 0:0        |
| R. S. G. de Torrelavega | Racing de Santander     | 0:5        | 0:7        |
|                         |                         | 26-Feb     | 1-Abr      |
| Real Madrid             | Athletic Club de Bilbao | 3:2        | 1:3        |
| Racing de Santander     | Athletic de Madrid      | 6:2        | 4:1        |
| Deportivo Alavés        | R. S. G. de Torrelavega | 3:0        | 0:0        |
|                         |                         | 4-Mar      | 8-Abr      |
| R. S. G. de Torrelavega | Athletic de Madrid      | 2:1        | 2:3        |
| Athletic Club de Bilbao | Racing de Santander     | 3:1        | 0:2        |
| Real Madrid             | Deportivo Alavés        | 3:3        | 1:0        |

### Grupo III
Grupo formado por equipos de Aragón, Guipúzcoa y Cataluña
| Equipo                | Pts | PJ | PG | PE | PP | GF | GC | Dif |
| --------------------- | --- | -- | -- | -- | -- | -- | -- | --- |
| Futbol Club Barcelona | 16  | 10 | 7  | 2  | 1  | 35 | 18 | +17 |
| Real Sociedad         | 16  | 10 | 8  | 0  | 2  | 31 | 17 | +14 |
| Real Unión Club       | 15  | 10 | 7  | 1  | 2  | 36 | 17 | +19 |
| Club Esportiu Europa  | 7   | 10 | 3  | 1  | 6  | 22 | 21 | +1  |
| Iberia Sport Club     | 6   | 10 | 3  | 0  | 7  | 16 | 28 | -12 |
| Patria Aragón         | 0   | 10 | 0  | 0  | 10 | 7  | 46 | -39 |

| Local 1.ª vlta. | Visitante 1.ª vlta. | 1.ª Vuelta | 2.ª Vuelta |
| --------------- | ------------------- | ---------- | ---------- |
|                 |                     | 5-Feb      | 11-Mar     |
| F. C. Barcelona | Iberia S. C.        | 4:1        | 1:0        |
| Real Unión Irún | C. E. Europa        | 2:1        | 3:0        |
| Patria Aragón   | Real Sociedad       | 0:3        | 1:4        |
|                 |                     | 12-Feb     | 18-Mar     |
| F. C. Barcelona | Real Sociedad       | 4:1        | 4:5        |
| Real Unión Irún | Patria Aragón       | 8:0        | 7:0        |
| Iberia S. C.    | C. E. Europa        | 2:1        | 0:7        |
|                 |                     | 19-Feb     | 25-Mar     |
| Iberia S. C.    | Patria Aragón       | 4:1        | 3:0        |
| C. E. Europa    | F. C. Barcelona     | 2:3        | 2:2        |
| Real Sociedad   | Real Unión Irún     | 4:1        | 1:3        |
|                 |                     | 26-Feb     | 1-Abr      |
| Patria Aragón   | F. C. Barcelona     | 1:3        | 0:7        |
| Real Unión Irún | Iberia S. C.        | 2:1        | 4:3        |
| C. E. Europa    | Real Sociedad       | 0:1        | 2:4        |
|                 |                     | 4-Mar      | 8-Abr      |
| Real Sociedad   | Iberia S. C.        | 5:1        | 3:1        |
| F. C. Barcelona | Real Unión Irún     | 4:4        | 3:2        |
| Patria Aragón   | C. E. Europa        | 2:3        | 2:4        |

### Grupo IV
Grupo formado por equipos de Andalucía, Murcia y Valencia
| Equipo          | Pts | PJ | PG | PE | PP | GF | GC | Dif |
| --------------- | --- | -- | -- | -- | -- | -- | -- | --- |
| Real Murcia     | 15  | 10 | 7  | 1  | 2  | 23 | 14 | +9  |
| Valencia F. C.  | 12  | 10 | 5  | 2  | 3  | 21 | 20 | +1  |
| Cartagena F. C. | 10  | 10 | 4  | 2  | 4  | 18 | 17 | +1  |
| Sevilla F. C.   | 9   | 10 | 3  | 3  | 4  | 16 | 14 | +2  |
| Real Betis      | 9   | 10 | 3  | 3  | 4  | 20 | 20 | 0   |
| Levante F. C.   | 5   | 10 | 2  | 1  | 7  | 13 | 26 | -13 |

| Local 1.ª vlta. | Visitante 1.ª vlta. | 1.ª Vuelta | 2.ª Vuelta |
| --------------- | ------------------- | ---------- | ---------- |
|                 |                     | 5-Feb      | 11-Mar     |
| Real Betis      | Levante F. C.       | 4:2        | 1:0        |
| Valencia F. C.  | Cartagena F. C.     | 4:0        | 0:4        |
| Real Murcia     | Sevilla F. C.       | 1:2        | 2:1        |
|                 |                     | 12-Feb     | 18-Mar     |
| Levante F. C.   | Sevilla F. C.       | 2:0        | 1:0        |
| Real Murcia     | Valencia F. C.      | 1:0        | 1:3        |
| Real Betis      | Cartagena F. C.     | 3:0        | 2:4        |
|                 |                     | 19-Feb     | 25-Mar     |
| Sevilla F. C.   | Real Betis          | 3:3        | 1:1        |
| Cartagena F. C. | Real Murcia         | 2:2        | 1:2        |
| Levante F. C.   | Valencia F. C.      | 1:3        | 2:4        |
|                 |                     | 26-Feb     | 1-Abr      |
| Real Murcia     | Levante F. C.       | 5:1        | 3:1        |
| Sevilla F. C.   | Cartagena F. C.     | 1:0        | 0:1        |
| Valencia F. C.  | Real Betis          | 3:3        | 1:0        |
|                 |                     | 4-Mar      | 8-Abr      |
| Real Betis      | Real Murcia         | 1:3        | 2:3        |
| Cartagena F. C. | Levante F. C.       | 4:1        | 2:2        |
| Valencia F. C.  | Sevilla F. C.       | 1:1        | 2:7        |

## Fase final
Consistente en dos rondas a doble partido con los enfrentamientos prefijados en el cuadro según el grupo. En caso de que ambos equipos marcaran el mismo número de goles en el global de la eliminatoria, se jugaría un desempate. Los ganadores de la eliminatoria de semifinales se enfrentaron en la final a partido único en campo neutral.
|  | Cuartos de final  | Cuartos de final | Cuartos de final |   |                 | Semifinales    | Semifinales    | Semifinales    |  |  | Final           | Final      | Final      |
|  | 15 y 29 de abril  | 15 y 29 de abril | 15 y 29 de abril |   |                 | 6 y 13 de mayo | 6 y 13 de mayo | 6 y 13 de mayo |  |  | 20 de mayo      | 20 de mayo | 20 de mayo |
|  |                   |                  |                  |   |                 |                |                |                |  |  |                 |            |            |
|  | F. C. Barcelona   | 7                | 2                |   |                 |                |                |                |  |  |                 |            |            |
|  | Real Oviedo       | 3                | 2                |   |                 |                |                |                |  |  |                 |            |            |
|  | Real Oviedo       | 3                | 2                |   | F. C. Barcelona | 3              | 5              |                |  |  |                 |            |            |
|  |                   |                  |                  |   | F. C. Barcelona | 3              | 5              |                |  |  |                 |            |            |
|  |                   | Deportivo Alaves | 0                | 0 |                 |                |                |                |  |  |                 |            |            |
|  | Real Murcia       | Deportivo Alaves | 0                | 0 | 1               | 1              |                |                |  |  |                 |            |            |
|  | Real Murcia       |                  |                  |   | 1               | 1              |                |                |  |  |                 |            |            |
|  | Deportivo Alavés  | 2                | 3                |   |                 |                |                |                |  |  |                 |            |            |
|  |                   |                  |                  |   |                 |                |                |                |  |  | F. C. Barcelona | 1          |            |
|  |                   |                  | Real Sociedad    | 1 |                 |                |                |                |  |  |                 |            |            |
|  | Celta de Vigo     | 2                | 0                |   |                 |                |                |                |  |  |                 |            |            |
|  | Real Sociedad     | 1                | 3                |   |                 |                |                |                |  |  |                 |            |            |
|  | Real Sociedad     | 1                | 3                |   | Real Sociedad   | 7              | 2              |                |  |  |                 |            |            |
|  |                   |                  |                  |   | Real Sociedad   | 7              | 2              |                |  |  |                 |            |            |
|  |                   | Valencia F. C.   | 0                | 3 |                 |                |                |                |  |  |                 |            |            |
|  | Real Madrid F. C. | Valencia F. C.   | 0                | 3 | 2               | 1              |                |                |  |  |                 |            |            |
|  | Real Madrid F. C. |                  |                  |   | 2               | 1              |                |                |  |  |                 |            |            |
|  | Valencia F. C.    | 2                | 2                |   |                 |                |                |                |  |  |                 |            |            |

### Cuartos de final
Disputadas las eliminatorias los días 15 y 29 de abril, los partidos de ida dejaron todas las eliminatorias muy abiertas, salvo la del F. C. Barcelona que goleó en el partido de ida a la escuadra asturiana. En los partidos de vuelta se produjo la remontada de la Real Sociedad y la sorpresa del Valencia eliminando al Real Madrid.

#### F. C. Barcelona - Real Oviedo
| 15 de abril | F. C. Barcelona                                             | 7:3     | Real Oviedo                              | Camp de Les Corts, Barcelona                      |                                                   |
|             | Samitier 7' 47' 74' · Sastre 36' 39' · Sami 2T' · Arnau 73' | Reporte | Barril 50' · Zabala 2T' · Caramelero 78' | Asistencia: 45000 espectadores Árbitro(s): Melcón | Asistencia: 45000 espectadores Árbitro(s): Melcón |

| 29 de abril | Real Oviedo                 | 2:2     | F. C. Barcelona         | Estadio de Teatinos, Oviedo |                      |
|             | Caramelero 40' · Barril 2T' | Reporte | Sastre 1T' · Arocha 2T' | Árbitro(s): Escartín        | Árbitro(s): Escartín |

#### Real Murcia - Deportivo Alavés
| 15 de abril | Real Murcia | 1:2     | Deportivo Alavés         | La Condomina, Murcia |                      |
|             | Álvarez 85' | Reporte | Unamuno 50' · Crespo 2T' | Árbitro(s): Escartín | Árbitro(s): Escartín |

| 29 de abril | Deportivo Alavés                     | 3:1     | Real Murcia | Estadio de Mendizorroza, Vitoria |                     |
|             | Camio 45' · Roberto 50' · García 73' | Reporte | Zamora 1T'  | Árbitro(s): Adrados              | Árbitro(s): Adrados |

#### Celta de Vigo - Real Sociedad
| 15 de abril | Celta de Vigo           | 2:1     | Real Sociedad | Campo de Coya, Vigo |                     |
|             | Morilla 8' · Lecube 26' | Reporte | Yurrita 89'   | Árbitro(s): Llovera | Árbitro(s): Llovera |

| 29 de abril | Real Sociedad                                   | 3:0     | Celta de Vigo | Estadio de Atocha, San Sebastián |                            |
|             | Bienzobas 32' (pen.) 61' (pen.) · Marculeta 87' | Reporte |               | Árbitro(s): Pelayo Serrano       | Árbitro(s): Pelayo Serrano |

#### Real Madrid - Valencia
| 15 de abril | Real Madrid                      | 2:2     | Valencia F. C.      | Estadio de Chamartín, Madrid |                     |
|             | Reyes 8' (p. p.) · Lope Peña 16' | Reporte | Pérez 65' · Rey 70' | Árbitro(s): Saracho          | Árbitro(s): Saracho |

| 29 de abril | Valencia F. C. | 2:1     | Real Madrid | Estadio de Mestalla, Valencia |                     |
|             | Ródenas 9' 25' | Reporte | Uribe 77'   | Árbitro(s): Saracho           | Árbitro(s): Saracho |

### Semifinales
Las eliminatorias de semifinales se disputaron el día 6 de mayo en su partido de ida y el día 13 de mayo el partido de vuelta. Ninguna sorpresa saltó en esta ronda, ya que tanto el Barça como la Real impusieron marcadores abultados en los partidos de ida que dejaban la eliminatoria prácticamente resuelta.

#### F. C. Barcelona - Deportivo Alavés
| 6 de mayo | F. C. Barcelona                                    | 3:0     | Deportivo Alavés | Camp de Les Corts, Barcelona |                     |
|           | Más 36' (pen.) · Carulla 72' · Ciríaco 85' (p. p.) | Reporte |                  | Árbitro(s): Murguia          | Árbitro(s): Murguia |

| 13 de mayo | Deportivo Alavés | 0:5     | F. C. Barcelona                            | Estadio de Mendizorroza, Vitoria |                      |
|            |                  | Reporte | Sastre 20' 2T' · Arocha 1T' · Samitier 85' | Árbitro(s): Escartín             | Árbitro(s): Escartín |

#### Real Sociedad - Valencia F. C.
| 6 de mayo | Real Sociedad                                                                      | 7:0     | Valencia F. C. | Estadio de Atocha, San Sebastián |                      |
|           | Reyes 27' (p. p.) · Cholin 35' 44' · Mariscal 38' · Kiriki 57' 2T' · Marculeta 81' | Reporte |                | Árbitro(s): Escartín             | Árbitro(s): Escartín |

| 13 de mayo | Valencia F. C.  | 3:2     | Real Sociedad  | Estadio de Mestalla, Valencia |                            |
|            | Ródenas 1T' 2T' | Reporte | Kiriki 1T' 2T' | Árbitro(s): Pelayo Serrano    | Árbitro(s): Pelayo Serrano |

### Final

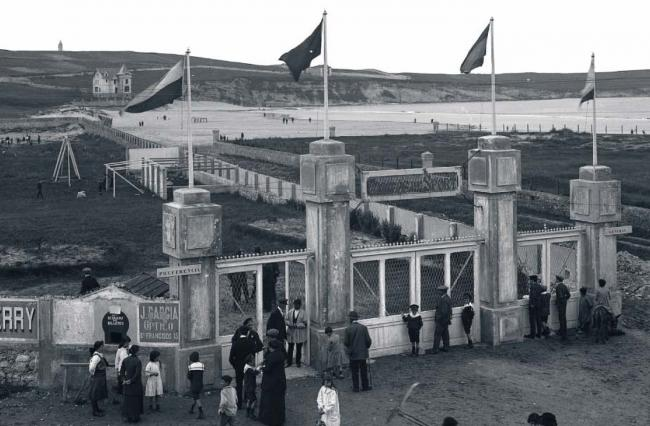
Los Campos de Sport, sede de la final

La final, planificada a partido único, se jugó el 20 de mayo en Santander en los Campos de Sport de El Sardinero. El encuentro, que se llevó a cabo en medio de la lluvia, resultó muy disputado, llegando incluso los periódicos de la época a calificar el partido como «violento». La primera parte acabó con el resultado de empate sin goles. En la segunda parte, el F. C. Barcelona se adelantó primero para luego encajar el gol que le daba el empate a la Real Sociedad y que dejaría el marcador así hasta el final de la prórroga. Esto obligó según el reglamento de la época a disputar un partido de desempate. Como curiosidad, resaltar que. en este partido. Rafael Alberti, que estaba presenciando el encuentro, se inspiró para escribir su «Oda a Platko» al recibir el portero del Barça un fuerte golpe en la cabeza al evitar un gol cantado de la Real Sociedad.
| 1  | PO | Franz Platko         |  |
| 2  | DF | Emilio Walter        |  |
| 3  | DF | Enrique Mas          |  |
| 4  | MC | Ramón Guzmán         |  |
| 5  | MC | José Carlos Castillo |  |
| 6  | MC | Domingo Carulla      |  |
| 7  | DE | Vicente Piera        |  |
| 8  | DE | Josep Sastre         |  |
| 9  | DE | Josep Samitier       |  |
| 10 | DE | Ángel Arocha         |  |
| 11 | DE | Manuel Parera        |  |
| DT | DT | Romà Forns           |  |

| 1  | PO | Jesús Izaguirre                |  |  |
| 2  | DF | Antonio Arrillaga              |  |  |
| 3  | DF | Domingo Zaldúa                 |  |  |
| 4  | MC | Amadeo Labarta                 |  |  |
| 5  | MC | Martín Marculeta               |  |  |
| 6  | MC | José Trino Arizcorreta         |  |  |
| 7  | DE | Francisco Bienzobas            |  |  |
| 8  | DE | Ángel Mariscal                 |  |  |
| 9  | DE | Ignacio María Alcorta «Cholín» |  |  |
| 10 | DE | Luis Iruretagoyena «Kiriki»    |  |  |
| 11 | DE | Mariano Yurrita                |  |  |
| DT | DT | Benito Díaz                    |  |  |

|  | 53' | Samitier | 1-0 |

|  | 83' | Mariscal | 1-1 |

| Árbitro:        | Pedro Vallana  |
| Jueces de línea | Saracho        |
| Jueces de línea | Pelayo Serrano |
| Jueces de goal  | Fausto Martín  |
| Jueces de goal  | Arznaga        |
| Reporte         |                |

| 1  | PO | Franz Platko         |  |
| 2  | DF | Emilio Walter        |  |
| 3  | DF | Enrique Mas          |  |
| 4  | MC | Ramón Guzmán         |  |
| 5  | MC | José Carlos Castillo |  |
| 6  | MC | Domingo Carulla      |  |
| 7  | DE | Vicente Piera        |  |
| 8  | DE | Josep Sastre         |  |
| 9  | DE | Josep Samitier       |  |
| 10 | DE | Ángel Arocha         |  |
| 11 | DE | Manuel Parera        |  |
| DT | DT | Romà Forns           |  |

| 1  | PO | Jesús Izaguirre                |  |  |
| 2  | DF | Antonio Arrillaga              |  |  |
| 3  | DF | Domingo Zaldúa                 |  |  |
| 4  | MC | Amadeo Labarta                 |  |  |
| 5  | MC | Martín Marculeta               |  |  |
| 6  | MC | José Trino Arizcorreta         |  |  |
| 7  | DE | Francisco Bienzobas            |  |  |
| 8  | DE | Ángel Mariscal                 |  |  |
| 9  | DE | Ignacio María Alcorta «Cholín» |  |  |
| 10 | DE | Luis Iruretagoyena «Kiriki»    |  |  |
| 11 | DE | Mariano Yurrita                |  |  |
| DT | DT | Benito Díaz                    |  |  |

|  | 53' | Samitier | 1-0 |

|  | 83' | Mariscal | 1-1 |

| Árbitro:        | Pedro Vallana  |
| Jueces de línea | Saracho        |
| Jueces de línea | Pelayo Serrano |
| Jueces de goal  | Fausto Martín  |
| Jueces de goal  | Arznaga        |
| Reporte         |                |

El FC Barcelona, vencedor de la Copa del Rey en 1928. De pie : Forns (entr.), Mas, Castillo, Llorens, Walter, Guzmán, Carulla y Platko. Sentados : Piera, Sastre, Samitier, Arocha y Sagi.

El 22 de mayo se jugó en el mismo escenario el desempate que habría de decidir el campeón de Copa de ese año. A diferencia de la primera final. el tiempo fue bueno, aunque algo ventoso, lo que no impidió que el juego se desarrollara en términos parecidos a los del primer partido. Juego trabado, duro e intenso fueron los ingredientes de un partido en el que prácticamente lo único que cambió fue el orden de los goles, adelantándose la Real en la primera parte por medio de «Kiriki» y obteniendo el empate el Barça en la segunda a través de Piera. Hubo de disputarse una prórroga, que dejó el encuentro tal y como estaba. El campeonato habría de decidirse, por tanto, varias semanas más tarde en un tercer partido.
| 1  | PO | Ramón Llorens     |  |
| 2  | DF | Emilio Walter     |  |
| 3  | DF | Enrique Mas       |  |
| 4  | MC | Ramón Guzmán      |  |
| 5  | MC | Domingo Carulla   |  |
| 6  | MC | Andrés Bosch      |  |
| 7  | DE | Vicente Piera     |  |
| 8  | DE | Josep Sastre      |  |
| 9  | DE | Josep Samitier    |  |
| 10 | DE | Ángel Arocha      |  |
| 11 | DE | Emilio Sagi-Barba |  |
| DT | DT | Romà Forns        |  |

| 1  | PO | Jesús Izaguirre                |  |  |
| 2  | DF | Antonio Arrillaga              |  |  |
| 3  | DF | Domingo Zaldúa                 |  |  |
| 4  | MC | Amadeo Labarta                 |  |  |
| 5  | MC | Martín Marculeta               |  |  |
| 6  | MC | José Trino Arizcorreta         |  |  |
| 7  | DE | Francisco Bienzobas            |  |  |
| 8  | DE | Ángel Mariscal                 |  |  |
| 9  | DE | Ignacio María Alcorta «Cholín» |  |  |
| 10 | DE | Luis Iruretagoyena «Kiriki»    |  |  |
| 11 | DE | Mariano Yurrita                |  |  |
| DT | DT | Benito Díaz                    |  |  |

|  | 69' | Piera | 1-1 |

|  | 32' | «Kiriki» | 0-1 |

| Expulsado | 70' | Guzmán |

| Expulsado | 80' | «Cholín» |

| Árbitro:        | Pedro Escartín |
| Jueces de línea | Cárcer         |
| Jueces de línea | Navaz          |
| Jueces de goal  | Larrañaga      |
| Jueces de goal  | Melcón         |
| Reporte         |                |

| 1  | PO | Ramón Llorens     |  |
| 2  | DF | Emilio Walter     |  |
| 3  | DF | Enrique Mas       |  |
| 4  | MC | Ramón Guzmán      |  |
| 5  | MC | Domingo Carulla   |  |
| 6  | MC | Andrés Bosch      |  |
| 7  | DE | Vicente Piera     |  |
| 8  | DE | Josep Sastre      |  |
| 9  | DE | Josep Samitier    |  |
| 10 | DE | Ángel Arocha      |  |
| 11 | DE | Emilio Sagi-Barba |  |
| DT | DT | Romà Forns        |  |

| 1  | PO | Jesús Izaguirre                |  |  |
| 2  | DF | Antonio Arrillaga              |  |  |
| 3  | DF | Domingo Zaldúa                 |  |  |
| 4  | MC | Amadeo Labarta                 |  |  |
| 5  | MC | Martín Marculeta               |  |  |
| 6  | MC | José Trino Arizcorreta         |  |  |
| 7  | DE | Francisco Bienzobas            |  |  |
| 8  | DE | Ángel Mariscal                 |  |  |
| 9  | DE | Ignacio María Alcorta «Cholín» |  |  |
| 10 | DE | Luis Iruretagoyena «Kiriki»    |  |  |
| 11 | DE | Mariano Yurrita                |  |  |
| DT | DT | Benito Díaz                    |  |  |

|  | 69' | Piera | 1-1 |

|  | 32' | «Kiriki» | 0-1 |

| Expulsado | 70' | Guzmán |

| Expulsado | 80' | «Cholín» |

| Árbitro:        | Pedro Escartín |
| Jueces de línea | Cárcer         |
| Jueces de línea | Navaz          |
| Jueces de goal  | Larrañaga      |
| Jueces de goal  | Melcón         |
| Reporte         |                |

Después de varias semanas de negociaciones. se decidió que el encuentro final debería de jugarse el 29 de junio en la misma sede de los otros dos encuentros. Así, el día acordado amaneció con un cielo despejado y una muy buena temperatura que se mantendría durante todo el día. El campo mostraba una muy buena entrada, que rozaba el lleno. Al igual que con el tiempo, el partido discurrió de manera distinta a los anteriores. Los conatos de juego duro y violento fueron cortados desde el principio por el árbitro y, aunque expulsó a Carulla y Mariscal por agresión mutua, el partido en general discurrió por otro derroteros. Además, también fue diferente en lo concerniente a la igualdad, ya que para cuando el colegiado había pitado el fin de la primera mitad, el encuentro marchaba ya con un claro 3 a 1 para el Barça, resultado que se mantendría inalterado hasta el final del encuentro.
| 1  | PO | Ramón Llorens        |  |
| 2  | DF | Emilio Walter        |  |
| 3  | DF | Enrique Mas          |  |
| 4  | MC | Ramón Guzmán         |  |
| 5  | MC | José Carlos Castillo |  |
| 6  | MC | Domingo Carulla      |  |
| 7  | DE | Vicente Piera        |  |
| 8  | DE | Josep Sastre         |  |
| 9  | DE | Josep Samitier       |  |
| 10 | DE | Ángel Arocha         |  |
| 11 | DE | Emilio Sagi-Barba    |  |
| DT | DT | Romà Forns           |  |

| 1  | PO | Jesús Izaguirre                |  |  |
| 2  | DF | Antonio Arrillaga              |  |  |
| 3  | DF | Domingo Zaldúa                 |  |  |
| 4  | MC | Amadeo Labarta                 |  |  |
| 5  | MC | Martín Marculeta               |  |  |
| 6  | MC | José Trino Arizcorreta         |  |  |
| 7  | DE | Francisco Bienzobas            |  |  |
| 8  | DE | Ángel Mariscal                 |  |  |
| 9  | DE | Ignacio María Alcorta «Cholín» |  |  |
| 10 | DE | Félix Ilundain                 |  |  |
| 11 | DE | Mariano Yurrita                |  |  |
| DT | DT | Benito Díaz                    |  |  |

|  | 8'  | Samitier | 1-0 |
|  | 21' | Arocha   | 2-1 |
|  | 25' | Sastre   | 3-1 |

| Penal | 16' | Zaldúa | 1-1 |

| Expulsado | 65' | Carulla |

| Expulsado | 65' | Mariscal |

| Árbitro:        | Pablo Saracho |
| Jueces de línea | Simón         |
| Jueces de línea | Melcón        |
| Jueces de goal  | Adrados       |
| Jueces de goal  | Balaguer      |
| Reporte         |               |

| 1  | PO | Ramón Llorens        |  |
| 2  | DF | Emilio Walter        |  |
| 3  | DF | Enrique Mas          |  |
| 4  | MC | Ramón Guzmán         |  |
| 5  | MC | José Carlos Castillo |  |
| 6  | MC | Domingo Carulla      |  |
| 7  | DE | Vicente Piera        |  |
| 8  | DE | Josep Sastre         |  |
| 9  | DE | Josep Samitier       |  |
| 10 | DE | Ángel Arocha         |  |
| 11 | DE | Emilio Sagi-Barba    |  |
| DT | DT | Romà Forns           |  |

| 1  | PO | Jesús Izaguirre                |  |  |
| 2  | DF | Antonio Arrillaga              |  |  |
| 3  | DF | Domingo Zaldúa                 |  |  |
| 4  | MC | Amadeo Labarta                 |  |  |
| 5  | MC | Martín Marculeta               |  |  |
| 6  | MC | José Trino Arizcorreta         |  |  |
| 7  | DE | Francisco Bienzobas            |  |  |
| 8  | DE | Ángel Mariscal                 |  |  |
| 9  | DE | Ignacio María Alcorta «Cholín» |  |  |
| 10 | DE | Félix Ilundain                 |  |  |
| 11 | DE | Mariano Yurrita                |  |  |
| DT | DT | Benito Díaz                    |  |  |

|  | 8'  | Samitier | 1-0 |
|  | 21' | Arocha   | 2-1 |
|  | 25' | Sastre   | 3-1 |

| Penal | 16' | Zaldúa | 1-1 |

| Expulsado | 65' | Carulla |

| Expulsado | 65' | Mariscal |

| Árbitro:        | Pablo Saracho |
| Jueces de línea | Simón         |
| Jueces de línea | Melcón        |
| Jueces de goal  | Adrados       |
| Jueces de goal  | Balaguer      |
| Reporte         |               |

|                         |
| Campeón F. C. BARCELONA |
| Octavo título           |